# Val di Fiemme
Het Val di Fiemme is een Italiaans bergdal in de Trentiner Dolomieten.
Het dal is uitgesleten door de rivier de Avisio die ontspringt op de gletsjers van de Marmolada. De naam Val di Fiemme geldt alleen voor het middelste deel van de vallei. Vanaf de bron van de Avisio tot Moena draagt het dal de naam Val di Fassa. Het onderste deel van het dal heet Val di Cembra en begint na Molina bij het Lago di Stramentizzo. 
De vallei wordt in het westen begrensd door het massief van de Latemar, in het zuiden ligt het ongerepte gebergte van de Lagorai. De berghellingen van het Val di Fiemme zijn dicht bebost. Het belangrijkste zijdal is het Valle Travignolo. Hierin liggen de dichte bossen van Paneveggio waar hout gekapt wordt voor de vervaardiging van bijvoorbeeld strijkinstrumenten. Verscheidene bergpassen verbinden het Val di Fiemme met buurdalen. De Lavazèpas vormt de verbinding met het Zuid-Tiroler Eggental, de Vallespas met het dal van de Cordevole, de Rollepas met het Valle di Primiero en de Manghenpas met het Val Sugana. 
De hoofdplaats van het dal is Cavalese dat in 1998 in het nieuws kwam doordat een Amerikaanse straaljager de kabels van een bergbaan geraakt had, zie kabelliftramp in Cavalese voor meer informatie hierover. Op 19 juli 1985 werd het dal getroffen door een andere ramp. Die dag braken twee stuwdammen bij de mijnen van Prestavel door. Daardoor stroomde 160.000 m³ modder met een snelheid van 90 kilometer per uur richting de Avisio. De gebeurtenis kostte 268 mensen het leven.  

## Belangrijkste plaatsen
- Predazzo
- Cavalese
- Molina
- Tesero

## Belangrijkste bergtoppen
- Latemar (2842 m)
- Lagorai (2847 m)